# 中外油化学工業
中外油化学工業株式会社（ちゅうがいゆかがくこうぎょう）は、埼玉県八潮市に本社を置く、エンジンオイルを中心とした潤滑油を製造する製造業者。

## 概要
潤滑油専業製造業者として70年の歴史を持つ非上場企業。中外油化で製造されたエンジンオイルの出荷先は多岐に及び、製造品の一部は東ヨーロッパ、中央アジア、東南アジア、オセアニアでも消費されている。同業他社に比べて、中小ロットの製造にも長けていることが企業としての特徴である。製品の多くはアメリカ石油協会規格製品であり、国際基準に沿ったエンジンオイルの首都圏での生産等の地理的優位性が強みとして挙げられる。2016年に日本国内発の試みとして潤滑油充填用にAHP（パウチ）自動充填機を導入した。

## 拠点
- 本社・埼玉工場　- 埼玉県八潮市西袋790
- 佐野工場 - 栃木県佐野市出流原町444-2

## 主要事業
- 潤滑油OEM
- 自動車用潤滑油
- 工業用潤滑油
- 離型剤

## 主要な人物
- 石川裕二 - 会長。潤滑油協会現理事長。2016年に藍綬褒章を受章[1]。

## 特筆すべき沿革
- 1954年　東京都に石油化学品製造業者を設立
- 1958年　東京都足立区に工場を稼働
- 1992年　佐野工場の稼働開始/足立工場の閉鎖
- 2000年　ISO9001認証取得
- 2011年　ISO14001　認証取得
- 2016年　AHP（パウチ）充填機稼働開始

## 企業スローガン
ニッチを磨き、激動の時代を楽しむ
私たちはモノづくりにおける不具合や不足を製品やサービスで滑らかにして、柔軟に解決できるような存在になるため、「非効率を好みスピーディーに」「できないをできるよう柔軟に」対応し、ニッチな製品/サービスに磨きをかけ続けます。

## その他
2018年～2023年にかけて発展途上国の経済開発支援の一環としてセネガル共和国への技術提供、経済支援事業を目的とした独立行政法人　国際協力機構との協働を遂行した。日本の技術力を元に支援活動を行い、SDGsの項目にある貧困問題、産業基盤発展、技術提供に国際的に寄与した。